# Josephine Wright Chapman
Josephine Wright Chapman (20. srpna 1867 Fitchburg – září 1943 Bath) byla americká architektka, průkopnice mezi ženami v oboru, která byla v 1. polovině 20. století jednou z méně než 100 profesionálních architektek ve Spojených státech. Byla také první ženou architektkou v dějinách americké architektury, která založila a vedla svou vlastní kancelář, čehož dosáhla na konci 19. století. Pracovala v New Yorku a v Bostonu. Začínala jako učeňka u prestižní architektonické firmy Blackall, Clapp and Whittemore. Svou první kancelář otevřela v roce 1897 v Grundmann Studios, bostonském ženském uměleckém družstvu. Ve své době, když byla jednou ze 70 profesionálních architektek ve Spojených státech, a zároveň členkou Newyorské společnosti architektů, jí kvůli jejímu pohlaví bylo odepřeno členství v Americkém institutu architektů i v Bostonském klubu architektury. I přesto její „repertoár” brzy zahrnoval kostely, knihovny a apartmány, stejně jako ženské kluby v Lynn, Worcesteru a v Massachusetts. Svou druhou kancelář založila v New Yorku, kde se její kariéra opravdu rozjela, jak dokládá deník The Ladies’ Home Journal, který o její popularitě napsal: „Její stavby můžete najít všude v okolí New Yorku..”
Čtyři z jejích budou jsou zapsané v Národním registru historických památek: Winthrop Building v Bostonu, Craigie Arms v Cambridge, Tuckerman Hall ve Worcestru a Hillandale ve Washingtonu D.C.

## Životopis
Vyrostla ve Fitchburgu v Massachusetts jako jedna ze čtyř dětí Mary E. Wright a Jamese Leviho Chapmana, který byl prezidentem firmy Fitchburg Machine Works.
Deníkem Ladies Home Journal (říjen 1914) byla popsána jako „skromná, přímá a prostá” se „schopnostmi, energií a nezdolnou vírou v sebe sama”.

### Kariéra
Její vzdělání v oboru architektury započalo v roce 1892, kdy ji přijal do učení architekt Clarance Blackall. Ten ji vzdělával v navrhování veřejných budov a experimentování s novými materiály. V roce 1893 jeho firma navrhla první budovu s ocelovou konstrukcí – Winthrop Building v Bostonu. V roce 1897 Chapman založila vlastní architektonickou kancelář v Grundmann Studios, ženském uměleckém družstvu. Zakázka, díky které si vybudovala svojí reputaci v oboru, byl návrh budovy New England Building na Panamerické výstavě v Buffalu v roce 1901. S návrhem pro budovu započala hned poté, co se oznámení o soutěži objevilo v novinách. To bylo základem jejího budoucího úspěchu.
Harvardova univerzita jí zadala vypracování projektu studentské koleje Craigie Arms. Během práci na tomto projektu také navrhovala episkopální kostel St. Mark's Episcopal v Leominsteru v Massachusetts. Na začátku 20. století pracovalo v její architektonické kanceláři šest kresličů, včetně jedné ženy.
Po roce 1901 podala přihlášky pro vstup do Amerického institutu architektů a Bostonského klubu architektury. V obou případech byla odmítnuta. V roce 1907 se přestěhovala do New Yorku, kdy ji přijala Newyorská společnost architektů. Zde si otevřela kancelář ve Washington Square Park, zaměřenou na rezidenční budovy.

### Pozdější život
Champan odešla na odpočinek v roce 1925 a odstěhovala se do Paříže. Později odjela do Anglie, kde byl při leteckém náletu zničen její londýnský byt. Poté se přestěhovala do Bradford-on-Avon.

## Dílo
- Craigie Hall / Craigie Arms, Harvardova univerzita, Cambridge, Massachusetts (1897)[7]
- Episkopální kostel všech svatých, Attleboro, Massachusetts (kolem r. 1900)[8]
- Episkopální kostel, Leominster, Massachusetts (kolem r. 1900)[9]
- New England Building, Světová výstava, Buffalo, New York, 1901[10]
- Worcester Woman's Club / Tuckerman Hall, Worcester, Massachusetts (1902)[11]
- New Century Building, Huntington Ave., Boston (kolem r. 1903)[12][13]
- Hillandale, Georgetown, Washington, D. C. (1922)[14]
- Houses, Douglas Manor, Queens, New York (kolem 1916)[15][16]

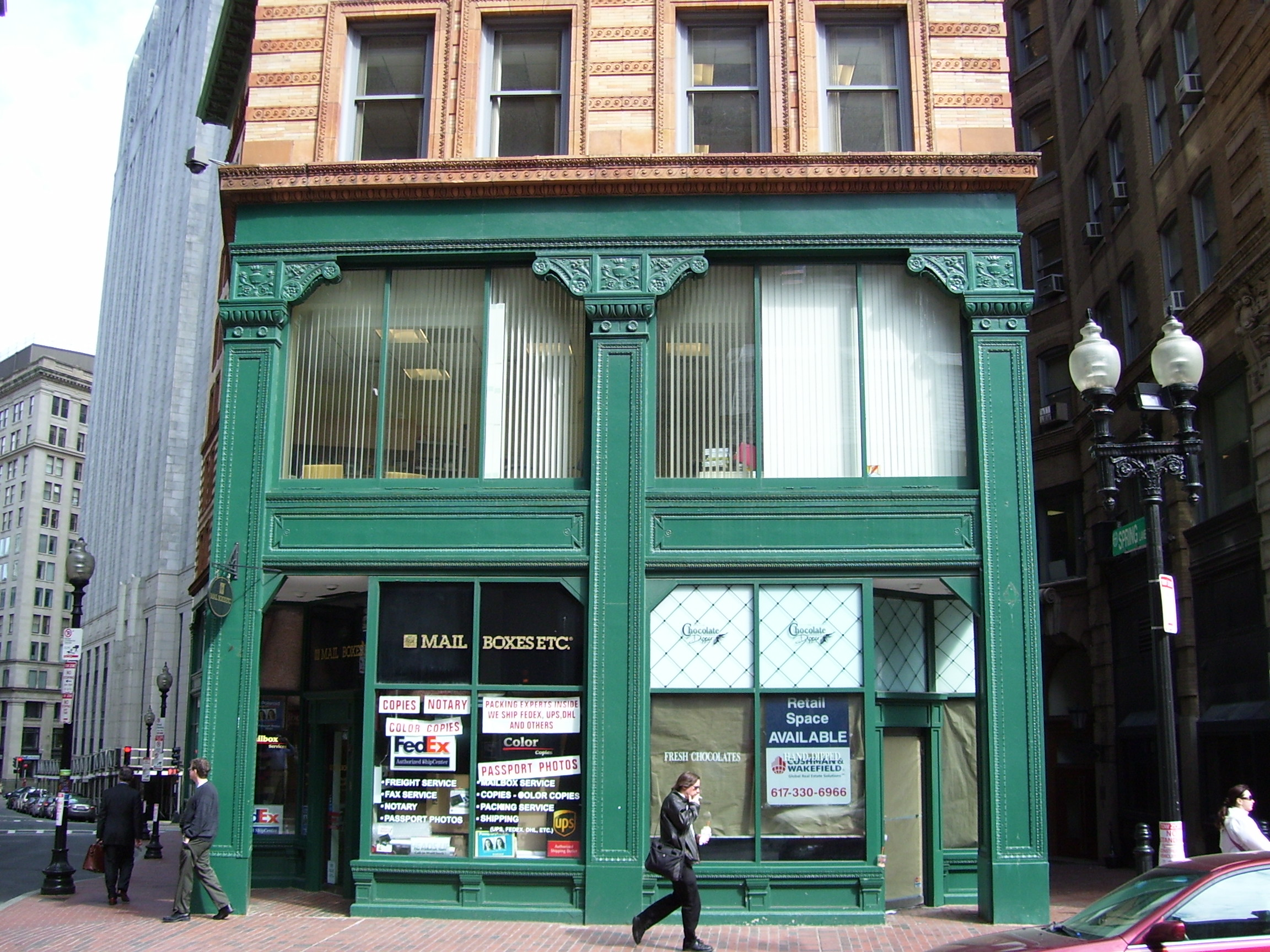
Chapman se podílela na návrhu budovy Winthrop Building v Bostonu, první budovy s ocelovou konstrukcí.
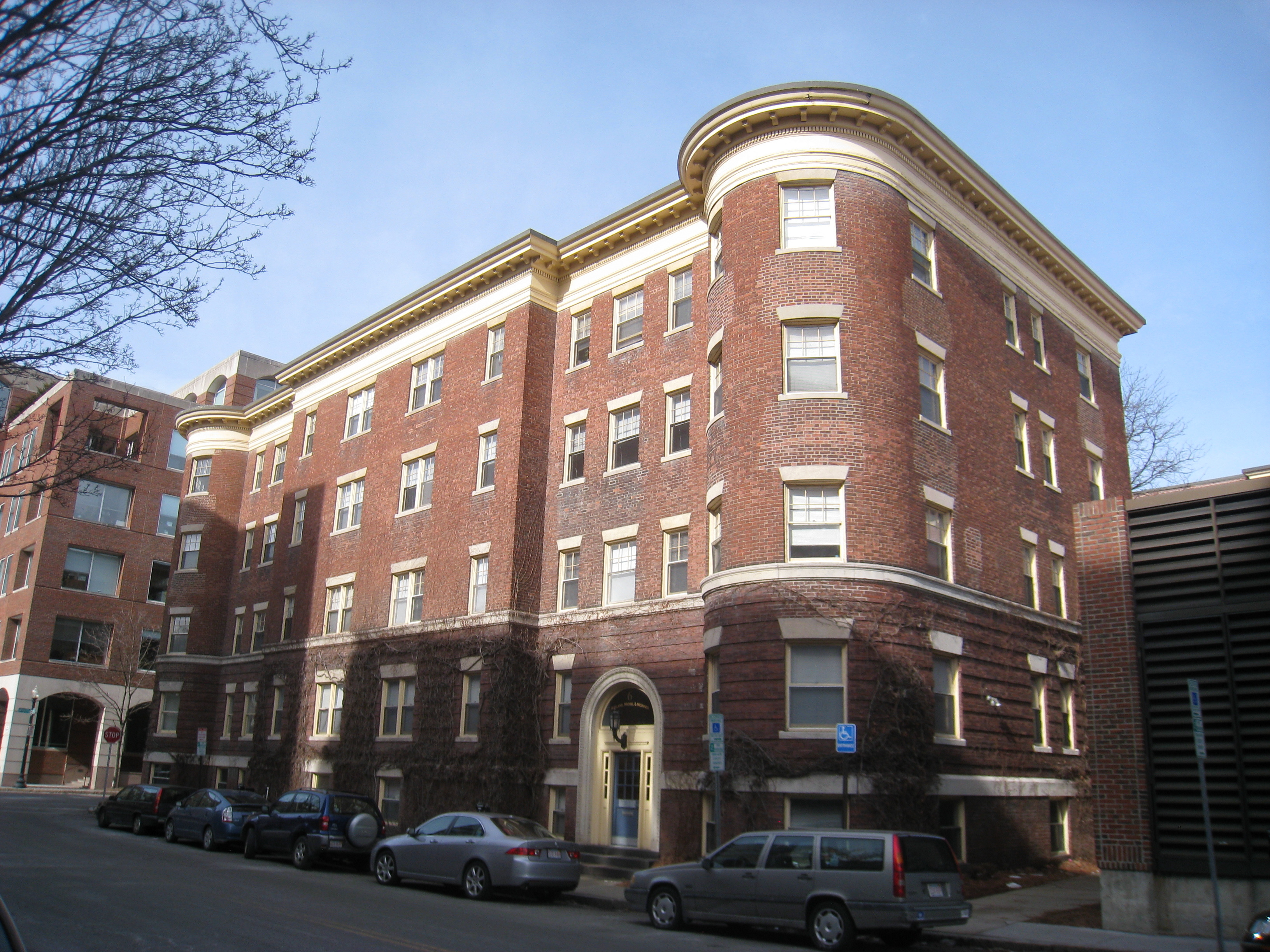
Studentská kolej Chapman Arms (dříve Craigie Arms) na Harvardově univerzitě byla přejmenována na počest architektky.
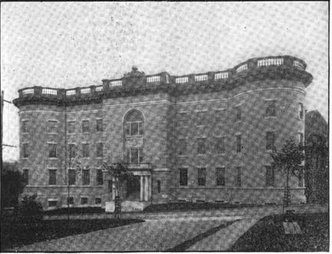
Worcester Woman's Club / Tuckerman Hall, Worcester, Massachussetts (1902)
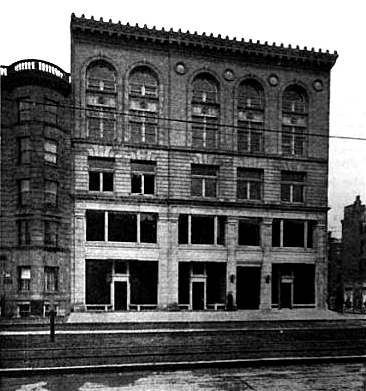
New Century Building, Huntington Ave., Boston, kolem r. 1903.
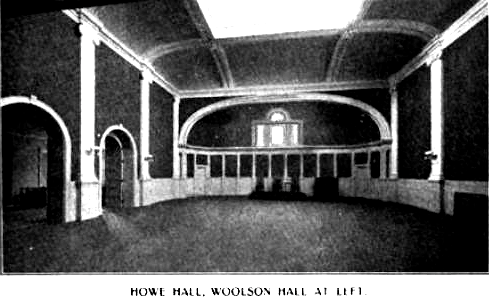
Interiér New Century Building, Boston
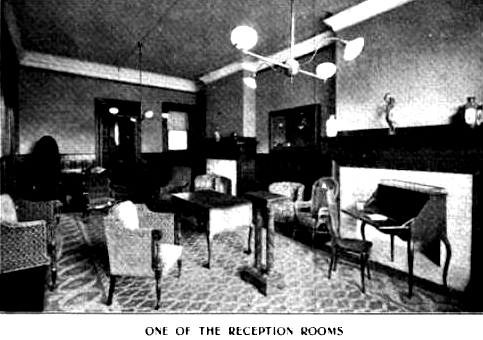
Interiér New Century Building, Boston